# Abrischami-Synagoge

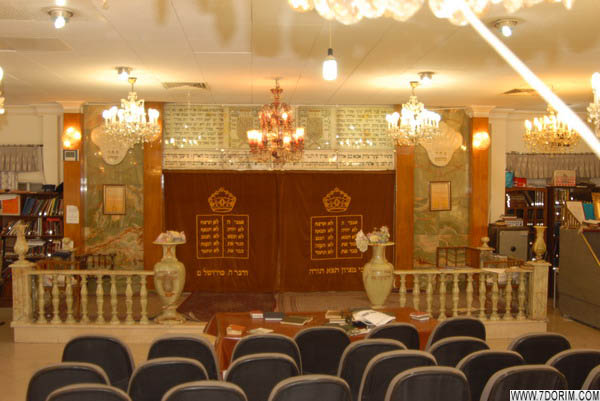
Innenansicht der Abrischami-Synagoge

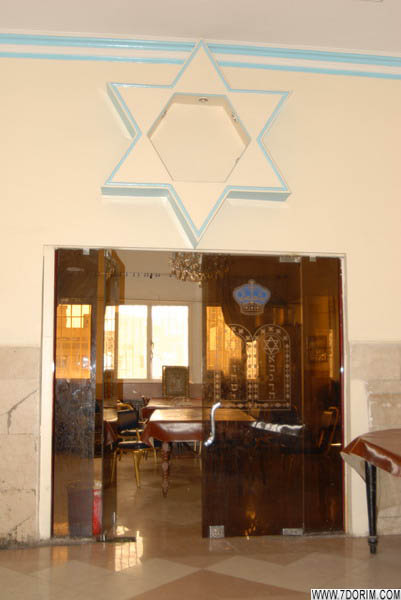
Innenansicht der Abrischami-Synagoge

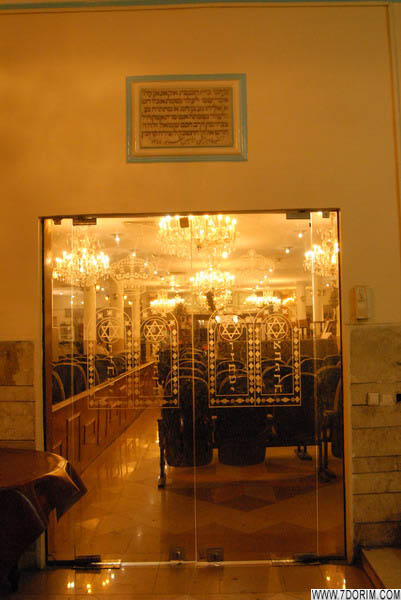
Innenansicht der Abrischami-Synagoge

Die Abrischami-Synagoge (persisch كنيسهء ابريشمى Kanise ye Abrishami, hebräisch בית הכנסת אברישמי) ist eine Synagoge in der iranischen Hauptstadt Teheran, die im Jahre 1965 eröffnet wurde.

## Standort
Die Abrischami-Synagoge steht an der Südseite der Morteza-Zadeh-Straße, etwa 50 m westlich der Nördlichen Palästina-Straße (N Felestin), der ehemaligen Palaststraße.

## Geschichte
Die Abrischami-Synagoge wurde im September 1965 im von der     oberen Mittelschicht bewohnten Stadtviertel Kakh Shomali (an der heutigen Nördlichen Palästina-Straße) errichtet. Das 1025 Quadratmeter umfassende Bauland wurde vom iranisch-jüdischen Philanthropen Aghadschan Abrischami zur Verfügung gestellt. Zur Begleitung des Bauprozesses bildete sich ein Komitee mit den Mitgliedern Aghajan Abrishami, Nasser Akhtarzad, David Berukhim, Menashe Purat, Benjamin Shaban, Mehdi Musazadeh, Habib Lavi, (Hacham) Abdollah Netan Eli und Musa Nassir. Nach der islamischen Revolution wurde die alte Gedenkplakette, auf welcher der Schah Mohammad Reza Pahlavi gepriesen wurde, durch eine neue Tafel ersetzt, auf der die Mitglieder des Baukomitees festgehalten sind.

## Architektur
Der Baukomplex der Synagoge hat zwei Stockwerke: Im Erdgeschoss befindet sich eine Schule (Primar- und Sekundarschule) und im Obergeschoss die Abrischami-Synagoge. Das Gebäude ist im Stil der Moderne entsprechend seiner Bauzeit in den 1960er Jahren gestaltet. Die Synagoge kann etwa 500 Menschen aufnehmen: Sie hat Plätze für 350 Männer und 150 Frauen.

## Gemeindeleben
Da in der dicht besiedelten Wohngegend der Synagoge viele Juden leben, wird die Möglichkeit zum Gebet (Tefilah) an Wochentagen sowie mehrmals am Sabbat und an besonderen Tagen angeboten.
Die Abrischami-Synagoge dient als soziales und kulturelles Zentrum der jüdischen Gemeinde von Teheran und wird direkt vom Oberrabbiner geleitet. Vor seinem Tod am 29. März 2014 war dies Yousef Hamadani Cohen, dem dann Hammami Lalezar nachfolgte.